# 東亞放送藝術大學
東亞放送藝術大學（韩语：／ Dongah Bangsongyesul Daehakgyo）位于韩国京畿道安城市。成立于1997年，是韩国第一所广播专业高等教育机构。1998年5月1日更名为东亚放送艺术学院， 截至2011年3月，已开设16个学部（三年制），并开设运行4个本科高等专业本科专业。2012年5月23日，校名变更为东亚放送艺术大學。

## 部門
- 创意融合文科部

创意融合文科部
- 放送融合学部

广播技术事业部 （2015年广播技术部和广播通信部合并）
音响制作部
新媒体内容学科
- 目录系

影像制作部
广播报道制作部
播音编剧科
数码影像设计系
广告制作部
- 艺术学院

表演艺术系
电影艺术系
舞台艺术系
- 应用音乐学院

实用音乐系
广播影视演艺系 （现有广播影视演艺系演艺、演艺专业）
K-POP系（现有K-POP广播娱乐专业）
时尚造型师系
娱乐管理系

## 知名校友
- 李光洙
- 李敦求
- 鄭燦民
- 安妍恩
- 韓松熙
- 李英賢
- 金東熙
- 河成雲
- 李弘彬
- 李姬珍
- 张东民
- 李昶旻
- 金珉奎
- 柳基現
- 尹淨漢
- 朴成國
- 金閔俊
- 朴成焄
- 成韓彬

## 外部鏈接
1. ↑  . 한국대학신문 - 409개 대학을 연결하는 '힘'. 2022-09-15  [2023-05-05]. （原始内容存档于2023-05-08） （韩语）.